# Palamedes Palamedesz (der Ältere)

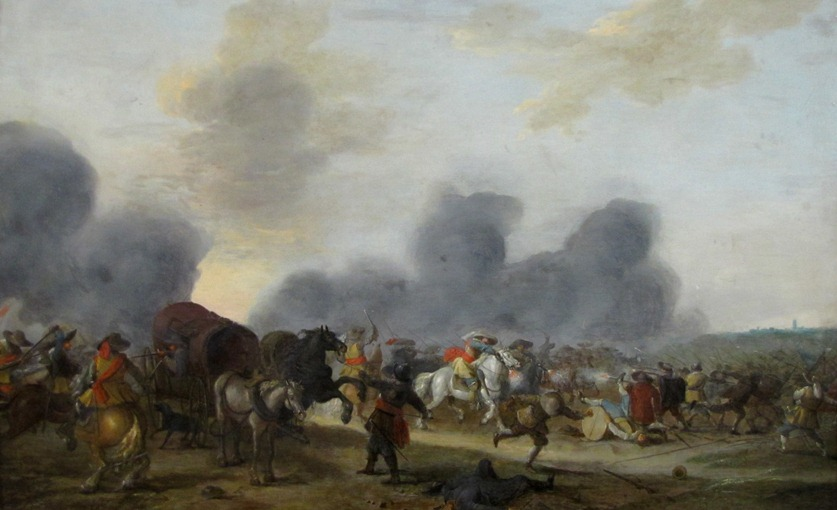
Angriff kaiserlicher Dragoner auf feindliches Fußvolk, um 1630.

Palamedes Palamedesz (der Ältere) oder Palamedes Palamedesz I (* 1605 in Leith, Schottland; † 26. März 1638 in Delft), auch Stevers, Stevens oder Stevaerts genannt, war ein niederländischer Schlachten- und Porträtmaler.

## Leben

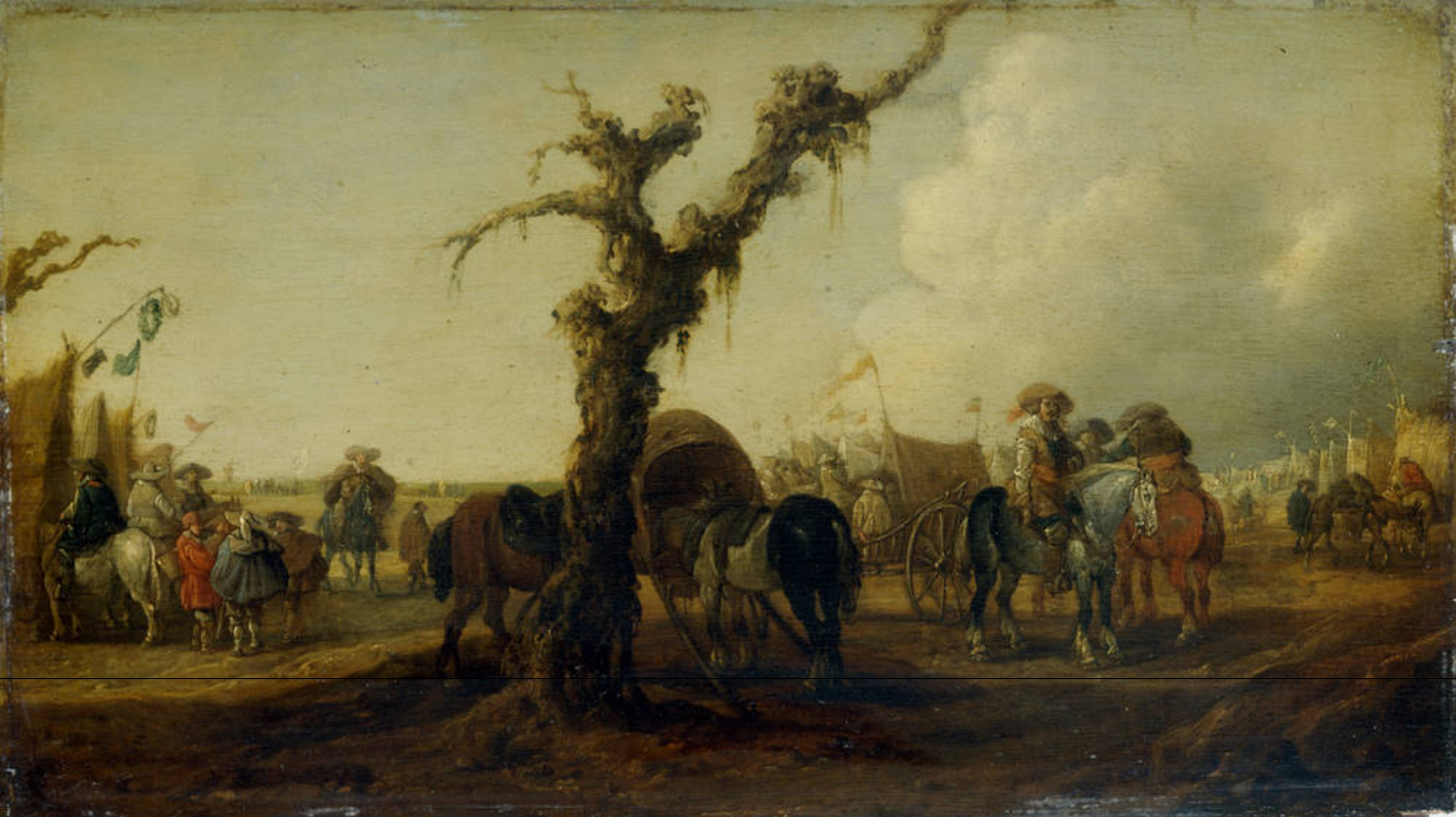
Lagerszene, 1631

Palamdesz wurde in Leith, Schottland, geboren als Sohn von Palamedes Willemsz. Stevens und Marie Arsene (in Holland wurde sie Maeijken van Naerssen genannt). Er wurde am 6. August 1605 getauft. Sein Vater war ein Flame, der Geschirr, wie Becher, Schüsseln oder Vasen aus Achat, Jaspis, Porphyr und ähnlichen kostbaren Steinen fertigte. Er stand in den Diensten von König Jakob von Schottland. Sein Vater hatte Maeijken van Naerssen am 6. Juni 1601 in Leith geheiratet. Das Paar hatte drei Kinder: Guilliaem Palamedes (1601–1688), der Schneider wurde, Anthonie, ebenfalls ein Maler (1602–1673), und Palamedesz.
Nach der Geburt des Palamedes, verließ die Familie Schottland und ließ sich in Delft in der Republik der Sieben Vereinigten Provinzen nieder, wo die Jungen aufwuchsen. Die meisten Fertigkeiten eignete er sich autodidaktisch an, so kopierte er Bilder des Malers Esaias van de Velde, was seinen Stil so stark beeinflusste, dass seine eigenen Reitergefechte und Kriegsszenen diesem sehr ähnelten. Wahrscheinlich wurde er aber auch von seinem älteren Bruder Anthonie unterrichtet. 1627 wurde er im Alter von 20 Jahren als Meister in die Delfter Lucasgilde aufgenommen. Palamedes wurde als klein, bucklig und hässlich beschrieben. Er heiratete am 19. Januar 1630 in Delft Maria Ewouts Schravesande (gestorben 1695). Seine Frau war die Tochter einer wohlhabenden Familie. Die beiden waren die Eltern von Palamedes Palamedesz. III der Maler wurde (1631–1683).

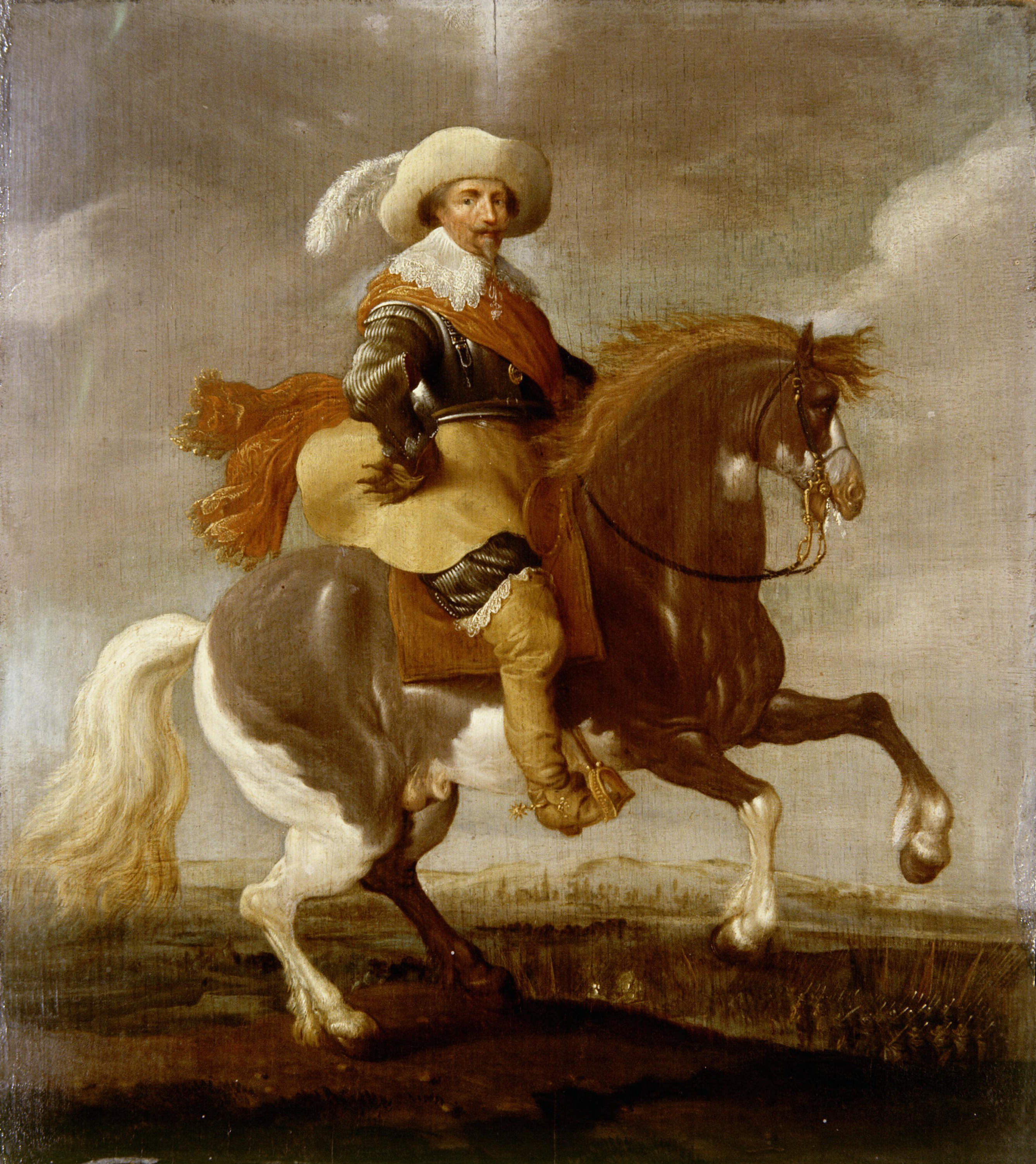
Porträt Friedrich Heinrich von Oranien, 1638

1631 befand sich Palamedesz in Antwerpen, wo er von Anthonis van Dyck porträtiert wurde. Er kehrte 1632 nach Delft zurück.
Er malte vor allem Schlachtenszenen, in der Regel mit Kavallerie, Szenen mit Militärlagern und einige Reiterporträts. Werke von ihm befinden sich unter anderem in der Alten Pinakothek in München und im Heeresgeschichtlichen Museum in Wien. Einige der Gemälde fertigte er gemeinsam mit Esaias van de Velde, wie die Lagerszene (123 × 190 cm) bei der van der Velde die Landschafen gestaltete und Palamedesz. die Figuren.

## Werke (Auswahl)
- Angriff kaiserlicher Dragoner auf feindliches Fußvolk im Dreißigjährigen Krieg, Öl auf Leinwand, ca. 50 × 75 cm, Heeresgeschichtliches Museum Wien.
- Reiterschlacht am Wasser, 1630, Öl auf Holz, 46,5 × 74,5 cm, Museum Het Prinsenhof Delft[10]
- Lagerszene, 1631, Öl auf Holz, 20 × 25,5 cm, Gemäldegalerie Alte Meister
- Reitergefecht, 1626/28, Öl auf Holz, 53 × 78 cm, Kunstsammlung der Universität Stockholm
- Reitergefecht, 1635, Deutsches Historisches Museum, Berlin
- Porträt Friedrich Heinrich von Oranien, 1638
- Der Narrentanz, Öl auf Holz, 84 ×114 cm
- Reiterscharmützel, 47 × 63 cm[11]